# 関東学生連合チーム
関東学生連合チーム（かんとうがくせいれんごうチーム）は、東京箱根間往復大学駅伝競走（箱根駅伝）の出場チームの一つである。2014年2月の関東学連代表委員総会において、「関東学連選抜チーム」から「関東学生連合チーム」へ名称が変更された。

## 概要
箱根駅伝には前年大会でシード権を獲得した大学10校と予選会を通過した大学10校の計20校のほかに関東学生連合チームが出場する。
関東学生連合チームは1校から各1名が選出される。ただし、東京大学のように学部と大学院が別個のチームとしてエントリーしている場合は、双方から1名ずつ選出することも認められている。毎年10月に行われる箱根駅伝予選会で出場権を得られなかった大学の中から、予選会で個人成績が優秀な選手が選抜されて構成されるが、選出選手は本大会出走回数を1回を超えないことが要件となっている。予選会に出場しなかった選手や予選会に出場した留学生は選出されない。
選抜にあたり、学内最高順位の選手が連合チーム入りを辞退した場合、同大学2位の選手は選抜されず、学内最高順位の選手の中で17番目にあたる選手が選抜の対象となる。学内最高順位の選手が本大会出場回数が0回でない場合は、同大学2位の選手が選抜候補の対象となる。これにより、各大学からの代表選手の選出は、実績と経験を考慮した公平な方法で行われる。
関東学生連合チームはオープン参加である。個人記録は有効な記録であるが順位は付かず、チーム・個人ともに参考記録となる。
また、監督は通常、箱根駅伝予選会で落選した大学のうち最上位の大学の監督が務める。
タスキの色は、白地に赤字で関東学生陸上競技連盟のロゴマーク。箱根駅伝でのナンバーカードに記載されるチーム番号は、最後の番号となる。

## 歴史
箱根駅伝の出場チーム数を15から20へ増やすべく、当時の関東学連役員だった澤木啓祐が警察に相談した所、多くの大学が出られる方策を考えるように提案されたため、選抜チームを編成し参加させることとなった。第79回大会（2003年）に出場チーム数増加と併せて「関東学連選抜チーム」として順位のつかない（個人成績は残る）オープン参加で出場。監督は当時関東学連駅伝対策委員長であった青葉昌幸が務め、出走は1校1名までであった。
第80回大会（2004年）は日本学連選抜が編成されたため関東学連選抜は編成されなかったが、第81回大会（2005年）で関東学連選抜が再び編成された。また、1校2名まで出走できるようになった。
第83回大会（2007年）から第89回大会（2013年）までは正式参加になり、チーム順位がつくようになった。関東学連選抜が10位以内に入れば、通常10校のシード校（予選会免除校）が1つ減って9校となり、翌年の予選会からの出場枠が1校分増えることになった。
関東学連選抜は箱根駅伝に出場できない大学の選手にも出場機会を広げるために導入されたが、参加する大学がほぼ同じになっている現状があるため、関東学生陸上競技連盟では毎回ではなく、5年ごとの記念大会のみの編成とすべきとの声も挙がっていた。一方で存続を希望する大学もあり、第89回大会（2013年）までの実施は決定していたが、第90回大会以降については廃止も提案されていた。しかし、学連選抜の選手として走った川内優輝がマラソンで好成績を挙げ、インタビューなどでも学連選抜で箱根に出られたことを語っているため、今後の存続議論に影響を与えていた。そして様々な議論を重ねた結果、2012年6月6日に行われた関東学連代表委員総会において、学連選抜チームについては第89回は現行どおり実施（ただし、各校から1名とし、16校から選出）するが、第90回（2014年）は不採用とした。第91回（2015年）以降は、廃止・継続のいずれの可能性も残し検討を重ねた結果、2013年6月10日に行われた委員総会で当初の5年ごとの記念大会の編成ではなく、第91回以降も継続して実施することが決定した。
第91回大会（2015年）からは「関東学生連合チーム」に名称変更となりオープン参加となる。オープン参加への変更に伴い、関東学生陸上競技連盟から関係各所への交渉の結果、予選会からの出場校が第89回大会の9校から10校に拡大された。
第100回大会（2024年）は、関東学生連合チームは編成されないことが決定した。第101回大会（2025年）は、再び編成される。

## 成績・記録
第80回の日本学連選抜についても、便宜上ここに掲載する。
| 大会  | 総合成績                     | 総合成績                     | 往路・復路成績               | 往路・復路成績               | 往路・復路成績               | 備考 |
| 大会  | 総合順位                     | 総合記録                     | 順位                         | 順位                         | 記録                         | 備考 |
| ----- | ---------------------------- | ---------------------------- | ---------------------------- | ---------------------------- | ---------------------------- | --- |
| 79回  | OP （16位相当）              | 11時間27分21秒               | 往路                         | OP（16位相当）               | 5時間41分33秒                | - 復路一斉スタート                                                                                        |
| 79回  | OP （16位相当）              | 11時間27分21秒               | 復路                         | OP（16位相当）               | 5時間45分48秒                | - 復路一斉スタート                                                                                        |
| 80回  | OP （6位相当）               | 11時間17分50秒               | 往路                         | OP（7位相当）                | 5時間40分39秒                | - 日本学連選抜                                                                                            |
| 80回  | OP （6位相当）               | 11時間17分50秒               | 復路                         | OP（6位相当）                | 5時間37分11秒                | - 日本学連選抜                                                                                            |
| 81回  | OP （18位相当）              | 11時間26分38秒               | 往路                         | OP（17位相当）               | 5時間42分25秒                | - 復路一斉スタート                                                                                        |
| 81回  | OP （18位相当）              | 11時間26分38秒               | 復路                         | OP（17位相当）               | 5時間44分13秒                | - 復路一斉スタート                                                                                        |
| 82回  | OP （19位相当）              | 11時間29分10秒               | 往路                         | OP（19位相当）               | 5時間44分59秒                | - 復路一斉スタート                                                                                        |
| 82回  | OP （19位相当）              | 11時間29分10秒               | 復路                         | OP（18位相当）               | 5時間44分11秒                | - 復路一斉スタート                                                                                        |
| 83回  | 20位                         | 11時間41分53秒               | 往路                         | 20位                         | 5時間53分45秒                | - 復路一斉スタート - 鶴見中継所繰り上げスタート                                                           |
| 83回  | 20位                         | 11時間41分53秒               | 復路                         | 20位                         | 5時間48分08秒                | - 復路一斉スタート - 鶴見中継所繰り上げスタート                                                           |
| 84回  | 4位                          | 11時間12分25秒               | 往路                         | 4位                          | 5時間36分25秒                | - 総合10位以内により次大会予選会枠1増                                                                     |
| 84回  | 4位                          | 11時間12分25秒               | 復路                         | 4位                          | 5時間36分00秒                | - 総合10位以内により次大会予選会枠1増                                                                     |
| 85回  | 9位                          | 11時間18分20秒               | 往路                         | 13位                         | 5時間40分33秒                | - 23チーム参加 - 総合10位以内により次大会予選会枠1増                                                      |
| 85回  | 9位                          | 11時間18分20秒               | 復路                         | 3位                          | 5時間37分47秒                | - 23チーム参加 - 総合10位以内により次大会予選会枠1増                                                      |
| 86回  | 16位                         | 11時間29分37秒               | 往路                         | 11位                         | 5時間41分37秒                | |
| 86回  | 16位                         | 11時間29分37秒               | 復路                         | 19位                         | 5時間48分00秒                | |
| 87回  | 18位                         | 11時間21分17秒               | 往路                         | 19位                         | 5時間41分24秒                | - 復路一斉スタート                                                                                        |
| 87回  | 18位                         | 11時間21分17秒               | 復路                         | 17位                         | 5時間39分53秒                | - 復路一斉スタート                                                                                        |
| 88回  | 17位                         | 11時間21分36秒               | 往路                         | 10位                         | 5時間35分08秒                | - 復路一斉スタート - 鶴見中継所繰り上げスタート                                                           |
| 88回  | 17位                         | 11時間21分36秒               | 復路                         | 20位                         | 5時間46分28秒                | - 復路一斉スタート - 鶴見中継所繰り上げスタート                                                           |
| 89回  | 13位                         | 11時間31分50秒               | 往路                         | 10位                         | 5時間47分52秒                | |
| 89回  | 13位                         | 11時間31分50秒               | 復路                         | 17位                         | 5時間43分58秒                | |
| 90回  | （選抜チームの編成なし）     | （選抜チームの編成なし）     | （選抜チームの編成なし）     | （選抜チームの編成なし）     | （選抜チームの編成なし）     | （選抜チームの編成なし）                                                                                  |
| 91回  | OP （19位相当）              | 11時間19分12秒               | 往路                         | OP（13位相当）               | 5時間38分27秒                | - 復路一斉スタート - 戸塚中継所繰り上げスタート - 鶴見中継所繰り上げスタート                              |
| 91回  | OP （19位相当）              | 11時間19分12秒               | 復路                         | OP（19位相当）               | 5時間40分45秒                | - 復路一斉スタート - 戸塚中継所繰り上げスタート - 鶴見中継所繰り上げスタート                              |
| 92回  | OP （11位相当）              | 11時間15分30秒               | 往路                         | OP（15位相当）               | 5時間39分01秒                | - 復路一斉スタート                                                                                        |
| 92回  | OP （11位相当）              | 11時間15分30秒               | 復路                         | OP（8位相当）                | 5時間36分29秒                | - 復路一斉スタート                                                                                        |
| 93回  | OP （20位相当）              | 11時間31分29秒               | 往路                         | OP（20位相当）               | 5時間49分45秒                | - 復路一斉スタート - 鶴見中継所繰り上げスタート                                                           |
| 93回  | OP （20位相当）              | 11時間31分29秒               | 復路                         | OP（14位相当）               | 5時間41分44秒                | - 復路一斉スタート - 鶴見中継所繰り上げスタート                                                           |
| 94回  | OP （21位相当）              | 11時間40分02秒               | 往路                         | OP（21位相当）               | 5時間49分20秒                | - 復路一斉スタート - 平塚中継所繰り上げスタート - 戸塚中継所繰り上げスタート - 鶴見中継所繰り上げスタート |
| 94回  | OP （21位相当）              | 11時間40分02秒               | 復路                         | OP（21位相当）               | 5時間50分42秒                | - 復路一斉スタート - 平塚中継所繰り上げスタート - 戸塚中継所繰り上げスタート - 鶴見中継所繰り上げスタート |
| 95回  | OP （21位相当）              | 11時間21分51秒               | 往路                         | OP（23位相当）               | 5時間44分17秒                | - 23チーム参加 - 復路一斉スタート - 小田原中継所繰り上げスタート                                          |
| 95回  | OP （21位相当）              | 11時間21分51秒               | 復路                         | OP（17位相当）               | 5時間37分34秒                | - 23チーム参加 - 復路一斉スタート - 小田原中継所繰り上げスタート                                          |
| 96回  | OP （19位相当）              | 11時間12分34秒               | 往路                         | OP（19位相当）               | 5時間34分54秒                | - 復路一斉スタート                                                                                        |
| 96回  | OP （19位相当）              | 11時間12分34秒               | 復路                         | OP（19位相当）               | 5時間37分40秒                | - 復路一斉スタート                                                                                        |
| 97回  | OP （20位相当）              | 11時間18分10秒               | 往路                         | OP（20位相当）               | 5時間45分56秒                | - 復路一斉スタート                                                                                        |
| 97回  | OP （20位相当）              | 11時間18分10秒               | 復路                         | OP（11位相当）               | 5時間32分24秒                | - 復路一斉スタート                                                                                        |
| 98回  | OP （14位相当）              | 11時間00分25秒               | 往路                         | OP（15位相当）               | 5時間30分15秒                | |
| 98回  | OP （14位相当）              | 11時間00分25秒               | 復路                         | OP（10位相当）               | 5時間30分10秒                | |
| 99回  | OP （20位相当）              | 11時間17分13秒               | 往路                         | OP（19位相当）               | 5時間36分52秒                | - 復路一斉スタート - 戸塚中継所繰り上げスタート - 鶴見中継所繰り上げスタート                              |
| 99回  | OP （20位相当）              | 11時間17分13秒               | 復路                         | OP（19位相当）               | 5時間40分21秒                | - 復路一斉スタート - 戸塚中継所繰り上げスタート - 鶴見中継所繰り上げスタート                              |
| 100回 | （学生連合チームの編成なし） | （学生連合チームの編成なし） | （学生連合チームの編成なし） | （学生連合チームの編成なし） | （学生連合チームの編成なし） | （学生連合チームの編成なし）                                                                              |
| 101回 | OP (16位相当)                | 11時間06分53秒               | 往路                         | OP（18位相当）               | 5時間33分05秒                | |
| 101回 | OP (16位相当)                | 11時間06分53秒               | 復路                         | OP（17位相当）               | 5時間33分48秒                | |

- OPはオープン参加を表す（79回-82回、91回-99回）。

### 選出選手・大学
| 大会  | 参加大学                     | 参加大学                     | 参加大学                     | 参加大学                     | 参加大学                     | 参加大学                     | 参加大学 | 備考                                                   |
| 大会  | 往路                         | 1区                          | 2区                          | 3区                          | 4区                          | 5区                          | エントリーのみ | 備考                                                   |
| 大会  | 復路                         | 6区                          | 7区                          | 8区                          | 9区                          | 10区                         | エントリーのみ | 備考                                                   |
| ----- | ---------------------------- | ---------------------------- | ---------------------------- | ---------------------------- | ---------------------------- | ---------------------------- | --- | ------------------------------------------------------ |
| 79回  | 往路                         | 国士舘大学 （坂齋）          | 明治大学 （重成）            | 青山学院大学 （佐藤）        | 創価大学 （野崎）            | 筑波大学 （鐘ヶ江）          | 城西大学（早田） 国士舘大学（上野） 明治大学（武藤） 創価大学（高橋）                                                           |                                                        |
| 79回  | 復路                         | 防衛大学校 （岡本）          | 東京農業大学 （山内）        | 城西大学 （前田）            | 平成国際大学 （田嶋）        | 国際武道大学 （斎藤）        | 城西大学（早田） 国士舘大学（上野） 明治大学（武藤） 創価大学（高橋）                                                           |                                                        |
| 80回  | 往路                         | 徳山大学 （白濱）            | 拓殖大学 （加藤）            | 京都産業大学 （村刺）        | 京都産業大学 （中川）        | 筑波大学 （鐘ヶ江）          | 京都産業大学（井川） 広島経済大学（安井） 専修大学（福地） 立命館大学（森田）                                                   | - 日本学連選抜 - 5区の鐘ヶ江が区間賞 （1時間12分21秒） |
| 80回  | 復路                         | 立命館大学 （稲井）          | 京都産業大学 （辻）          | 岡山大学 （末吉）            | 國學院大学 （秦）            | 北海道教育大学 （片岡）      | 京都産業大学（井川） 広島経済大学（安井） 専修大学（福地） 立命館大学（森田）                                                   | - 日本学連選抜 - 5区の鐘ヶ江が区間賞 （1時間12分21秒） |
| 81回  | 往路                         | 青山学院大学 （佐藤）        | 國學院大學 （三島）          | 関東学院大学 （田中）        | 国士舘大学 （首藤）          | 國學院大學 （中山）          | 関東学院大学（瀧田） 筑波大学（田中） 平成国際大学（田吹） 国士舘大学（髙久）                                                   |                                                        |
| 81回  | 復路                         | 創価大学 （竹下）            | 東京農業大学 （前田）        | 東京大学 （松本）            | 東京農業大学 （横峯）        | 慶應義塾大学 （亀田）        | 関東学院大学（瀧田） 筑波大学（田中） 平成国際大学（田吹） 国士舘大学（髙久）                                                   |                                                        |
| 82回  | 往路                         | 帝京大学 （中尾）            | 関東学院大学 （阿久津）      | 平成国際大学 （藤原）        | 青山学院大学 （仲村）        | 拓殖大学 （阿部）            | 東京農業大学（富張） 筑波大学（宮川） 拓殖大学（涌井） 青山学院大学（米澤）                                                     |                                                        |
| 82回  | 復路                         | 帝京大学 （黒木）            | 流通経済大学 （醍醐）        | 麗澤大学 （伊藤）            | 東京農業大学 （山田）        | 慶應義塾大学 （亀田）        | 東京農業大学（富張） 筑波大学（宮川） 拓殖大学（涌井） 青山学院大学（米澤）                                                     |                                                        |
| 83回  | 往路                         | 東京農業大学 （外丸）        | 拓殖大学 （久野）            | 平成国際大学 （佐藤）        | 筑波大学 （大城）            | 拓殖大学 （涌井）            | 山梨大学（山田） 平成国際大学（田吹） 玉川大学（永田） 帝京大学（小田） 関東学院大学（坂本） 上武大学（四辻）                   |                                                        |
| 83回  | 復路                         | 学習院大学 （川内）          | 関東学院大学 （小沢）        | 東京農業大学 （椎谷）        | 帝京大学 （馬場）            | 青山学院大学 （米澤）        | 山梨大学（山田） 平成国際大学（田吹） 玉川大学（永田） 帝京大学（小田） 関東学院大学（坂本） 上武大学（四辻）                   |                                                        |
| 84回  | 往路                         | 國學院大學 （山口）          | 明治大学 （東野）            | 明治大学 （石川）            | 拓殖大学 （久野）            | 上武大学 （福山）            | 松蔭大学（鈴木） 麗澤大学（佐々木） 青山学院大学（先崎） 平成国際大学（藤原） 慶應義塾大学（金森） 拓殖大学（樋本）             |                                                        |
| 84回  | 復路                         | 平成国際大学 （佐藤）        | 國學院大學 （川邉）          | 関東学院大学 （井村）        | 立教大学 （中村）            | 青山学院大学 （横田）        | 松蔭大学（鈴木） 麗澤大学（佐々木） 青山学院大学（先崎） 平成国際大学（藤原） 慶應義塾大学（金森） 拓殖大学（樋本）             |                                                        |
| 85回  | 往路                         | 國學院大學 （仁科）          | 法政大学 （高嶺）            | 関東学院大学 （川口）        | 平成国際大学 （佐藤）        | 法政大学 （姜山）            | 創価大学（尾関） 流通経済大学（下田） 東京大学大学院（依田） 國學院大學（横田） 平成国際大学（飯沼） 松蔭大学（須永）           |                                                        |
| 85回  | 復路                         | 学習院大学 （川内）          | 松蔭大学 （梶原）            | 立教大学 （中村）            | 関東学院大学 （坂本）        | 麗澤大学 （佐野）            | 創価大学（尾関） 流通経済大学（下田） 東京大学大学院（依田） 國學院大學（横田） 平成国際大学（飯沼） 松蔭大学（須永）           |                                                        |
| 86回  | 往路                         | 神奈川大学 （森本）          | 国士舘大学 （伊藤）          | 創価大学 （尾関）            | 平成国際大学 （飯沼）        | 関東学院大学 （北浦）        | 麗澤大学（佐野） 東京学芸大学（斉藤） 流通経済大学（行本） 拓殖大学（谷川） 平成国際大学（佐久間） 国士舘大学（福田）           |                                                        |
| 86回  | 復路                         | 國學院大學 （仁科）          | 松蔭大学 （梶原）            | 國學院大學 （荻野）          | 神奈川大学 （染谷）          | 創価大学 （福島）            | 麗澤大学（佐野） 東京学芸大学（斉藤） 流通経済大学（行本） 拓殖大学（谷川） 平成国際大学（佐久間） 国士舘大学（福田）           |                                                        |
| 87回  | 往路                         | 亜細亜大学 （濱崎）          | 松蔭大学 （梶原）            | 法政大学 （近藤）            | 創価大学 （樋口）            | 流通経済大学 （前田）        | 関東学院大学（竹内） 東京学芸大学（斉藤） 東京大学大学院（依田） 国士舘大学（伊藤） 東京経済大学（槻澤） 松蔭大学（奥山）       |                                                        |
| 87回  | 復路                         | 大東文化大学 （高関）        | 順天堂大学 （岡部）          | 麗澤大学 （船井）            | 創価大学 （福島）            | 法政大学 （清谷）            | 関東学院大学（竹内） 東京学芸大学（斉藤） 東京大学大学院（依田） 国士舘大学（伊藤） 東京経済大学（槻澤） 松蔭大学（奥山）       |                                                        |
| 88回  | 往路                         | 日本大学 （田村）            | 日本大学 （佐藤）            | 松蔭大学 （梶原）            | 専修大学 （大橋）            | 流通経済大学 （吉村）        | 麗澤大学（河合） 創価大学（小島） 大東文化大学（鎌田） 東京学芸大学（斉藤） 流通経済大学（遠田） 創価大学（太田）               |                                                        |
| 88回  | 復路                         | 法政大学 （田子）            | 専修大学 （安島）            | 亜細亜大学 （大沼）          | 亜細亜大学 （宮川）          | 法政大学 （篠原）            | 麗澤大学（河合） 創価大学（小島） 大東文化大学（鎌田） 東京学芸大学（斉藤） 流通経済大学（遠田） 創価大学（太田）               |                                                        |
| 89回  | 往路                         | 専修大学 （大橋）            | 東海大学 （早川）            | 拓殖大学 （野本）            | 創価大学 （山口）            | 流通経済大学 （吉村）        | 東京国際大学（安藤） 武蔵野学院大学（早乙女） 麗澤大学（濱本） 慶應義塾大学（門出） 東京理科大学（清水） 東京経済大学（五十嵐） |                                                        |
| 89回  | 復路                         | 亜細亜大学 （大沼）          | 平成国際大学 （塚田）        | 松蔭大学 （橋爪）            | 国士舘大学 （菊池）          | 関東学院大学 （山本）        | 東京国際大学（安藤） 武蔵野学院大学（早乙女） 麗澤大学（濱本） 慶應義塾大学（門出） 東京理科大学（清水） 東京経済大学（五十嵐） |                                                        |
| 90回  | （選抜チームの編成なし）     | （選抜チームの編成なし）     | （選抜チームの編成なし）     | （選抜チームの編成なし）     | （選抜チームの編成なし）     | （選抜チームの編成なし）     | （選抜チームの編成なし） |                                                        |
| 91回  | 往路                         | 東京農業大学 （浅岡）        | 専修大学 （斉藤）            | 国士舘大学 （堀合）          | 平成国際大学 （柴田）        | 流通経済大学 （吉村）        | 東京経済大学（五十嵐） 法政大学（佐野） 松蔭大学（田中） 駿河台大学（松枝） 筑波大学（勝谷） 埼玉大学（山田）                   |                                                        |
| 91回  | 復路                         | 関東学院大学 （古川）        | 麗澤大学 （村瀬）            | 東京国際大学 （小針）        | 東京工業大学 （松井）        | 亜細亜大学 （佐久間）        | 東京経済大学（五十嵐） 法政大学（佐野） 松蔭大学（田中） 駿河台大学（松枝） 筑波大学（勝谷） 埼玉大学（山田）                   |                                                        |
| 92回  | 往路                         | 創価大学 （山口）            | 専修大学 （丸山）            | 国士舘大学 （武藤）          | 麗澤大学 （村瀬）            | 亜細亜大学 （工藤）          | 東京情報大学（岡田） 流通経済大学（酒井） 関東学院大学（古川） 筑波大学（吉成） 日本薬科大学（桜庭） 東京大学（近藤）           |                                                        |
| 92回  | 復路                         | 東京経済大学 （吉村）        | 駿河台大学 （平賀）          | 東京工業大学 （松井）        | 平成国際大学 （柴田）        | 國學院大學 （細森）          | 東京情報大学（岡田） 流通経済大学（酒井） 関東学院大学（古川） 筑波大学（吉成） 日本薬科大学（桜庭） 東京大学（近藤）           |                                                        |
| 93回  | 往路                         | 専修大学 （丸山）            | 中央大学 （堀尾）            | 駿河台大学 （平賀）          | 東京農業大学 （小山）        | 関東学院大学 （廣瀬）        | 流通経済大学（福留） 東京大学（近藤） 平成国際大学（東山） 麗澤大学（国川） 明治学院大学（宮岡） 筑波大学（金丸）               | - 10区の照井が区間賞相当 （1時間10分58秒・参考記録）   |
| 93回  | 復路                         | 日本薬科大学 （桜庭）        | 武蔵野学院大学 （藤井）      | 城西大学 （金子）            | 亜細亜大学 （加藤）          | 東京国際大学 （照井）        | 流通経済大学（福留） 東京大学（近藤） 平成国際大学（東山） 麗澤大学（国川） 明治学院大学（宮岡） 筑波大学（金丸）               | - 10区の照井が区間賞相当 （1時間10分58秒・参考記録）   |
| 94回  | 往路                         | 芝浦工業大学 （矢澤）        | 専修大学 （長谷川）          | 桜美林大学 （田部）          | 明治大学 （中島）            | 関東学院大学 （田島）        | 東京大学（近藤） 筑波大学（相馬） 平成国際大学（後藤） 駿河台大学（河口） 麗澤大学（宮田） 流通経済大学（谷野）                 |                                                        |
| 94回  | 復路                         | 亜細亜大学 （田崎）          | 東京農業大学 （金子）        | 慶應義塾大学 （根岸）        | 日本薬科大学 （溜池）        | 日本大学 （阿部）            | 東京大学（近藤） 筑波大学（相馬） 平成国際大学（後藤） 駿河台大学（河口） 麗澤大学（宮田） 流通経済大学（谷野）                 |                                                        |
| 95回  | 往路                         | 東京大学 （近藤）            | 駿河台大学 （西沢）          | 創価大学 （鈴木）            | 麗澤大学 （国川）            | 筑波大学 （相馬）            | 専修大学（小林） 上智大学（外山） 関東学院大学（関口） 東京経済大学（鈴木） 桜美林大学（永瀬） 流通経済大学（石井）             |                                                        |
| 95回  | 復路                         | 防衛大学校 （古林）          | 東京農業大学 （田中）        | 平成国際大学 （鈴木）        | 明治学院大学 （鈴木）        | 亜細亜大学 （米井）          | 専修大学（小林） 上智大学（外山） 関東学院大学（関口） 東京経済大学（鈴木） 桜美林大学（永瀬） 流通経済大学（石井）             |                                                        |
| 96回  | 往路                         | 駿河台大学 （吉里）          | 東京農業大学 （山口）        | 城西大学 （菅原）            | 亜細亜大学 （上土井）        | 育英大学 （外山）            | 武蔵野学院大学（舩田） 専修大学（大石） 上武大学（武田） 慶應義塾大学（司代） 日本薬科大学（山田） 東京経済大学（森）           |                                                        |
| 96回  | 復路                         | 流通経済大学 （竹上）        | 麗澤大学 （宮田）            | 大東文化大学 （吉井）        | 山梨学院大学 （渡邊）        | 東京大学 （阿部）            | 武蔵野学院大学（舩田） 専修大学（大石） 上武大学（武田） 慶應義塾大学（司代） 日本薬科大学（山田） 東京経済大学（森）           |                                                        |
| 97回  | 往路                         | 麗澤大学 （難波）            | 亜細亜大学 （河村）          | 中央学院大学 （小島）        | 立教大学 （中山）            | 慶應義塾大学 （杉浦）        | 流通経済大学（梶山） 桜美林大学（前山） 関東学院大学（厚浦） 育英大学（新田） 上武大学（村上） 大東文化大学（菊地）             |                                                        |
| 97回  | 復路                         | 東京経済大学 （大川）        | 日本大学 （小坂）            | 東京農業大学 （高槻）        | 駿河台大学 （町田）          | 芝浦工業大学 （松川）        | 流通経済大学（梶山） 桜美林大学（前山） 関東学院大学（厚浦） 育英大学（新田） 上武大学（村上） 大東文化大学（菊地）             |                                                        |
| 98回  | 往路                         | 日本薬科大学 （中山）        | 東京農業大学 （並木）        | 立教大学 （斎藤）            | 上武大学 （村上）            | 筑波大学 （福谷）            | 東京大学大学院（古川） 関東学院大学（厚浦） 拓殖大学（桐山） 武蔵野学院大学（辻野） 流通経済大学（宮下） 城西大学（山中）       |                                                        |
| 98回  | 復路                         | 麗澤大学 （鈴木）            | 慶應義塾大学 （田島）        | 大東文化大学 （大野）        | 亜細亜大学 （竹井）          | 育英大学 （諸星）            | 東京大学大学院（古川） 関東学院大学（厚浦） 拓殖大学（桐山） 武蔵野学院大学（辻野） 流通経済大学（宮下） 城西大学（山中）       |                                                        |
| 99回  | 往路                         | 育英大学 （新田）            | 麗澤大学 （工藤）            | 関東学院大学 （内野）        | 拓殖大学 （山田）            | 芝浦工業大学 （橋本）        | 東京大学大学院（古川） 中央学院大学（川田） 亜細亜大学（吉岡） 日本大学（西村） 桜美林大学（稲葉） 流通経済大学（長谷川）       |                                                        |
| 99回  | 復路                         | 日本薬科大学 （波多江）      | 明治学院大学 （榎本）        | 平成国際大学 （佐藤）        | 筑波大学 （皆川）            | 慶應義塾大学 （貝川）        | 東京大学大学院（古川） 中央学院大学（川田） 亜細亜大学（吉岡） 日本大学（西村） 桜美林大学（稲葉） 流通経済大学（長谷川）       |                                                        |
| 100回 | （学生連合チームの編成なし） | （学生連合チームの編成なし） | （学生連合チームの編成なし） | （学生連合チームの編成なし） | （学生連合チームの編成なし） | （学生連合チームの編成なし） | （学生連合チームの編成なし） |                                                        |
| 101回 | 往路                         | 亜細亜大学 （片川）          | 流通経済大学 （森川）        | 筑波大学 （小山）            | 明治大学 （溝上）            | 駿河台大学 （佐藤）          | 芝浦工業大学（宮本） 東京農業大学(髙島） 上武大学（辻本） 拓殖大学（藤原） 麗澤大学（東） 東海大学（檜垣）                      |                                                        |
| 101回 | 復路                         | 国士舘大学 （横田）          | 明治学院大学 （栗原）        | 東京大学 （秋吉）            | 東京大学大学院 （古川）      | 武蔵野学院大学 （福本）      | 芝浦工業大学（宮本） 東京農業大学(髙島） 上武大学（辻本） 拓殖大学（藤原） 麗澤大学（東） 東海大学（檜垣）                      |                                                        |